# 解放乡 (依安县)
解放乡，是中华人民共和国黑龙江省齐齐哈尔市依安县下辖的一个乡镇级行政单位。

## 行政区划
解放乡下辖以下地区：
坤顺村、解放村、太来村、团结村、东胜村、兴业村、平安村和双龙村。